# Фадєєв Валерій Володимирович
Валерій Володимирович Фадєєв (20 липня 1939, Москва, СРСР) — радянський футболіст, нападник. Майстер спорту з 1960 року.

## Біографічні відомості
Батько тривалий час працював за кордоном (в Австрії і Великій Британії). У цей час хлопця виховувала тітка, яка разом з чоловіком працювала на заводі «Каучук». Після повернення на батьківщину, Володимир Фадєєв очолював профільний відділ в одному з міністерств.
Валерій Фадєєв організовано почав займатися футболом в юнацькій команді «Метробуду» (перший тренер — Ніл Степанович Гугнін). Директором цієї спортивної школи був заслужений майстер спорту Костянтин Лясковський. У першому матчі проти команди підшипникового заводу відзначився покером. Незабаром перейшов до Футбольної школи молоді. У ФШМ його наставником був Костянтин Бєсков. Після чемпіонату СРСР 1958 року серед футбольних шкіл отримав запрошення від клубів вищої ліги «Спартак», ЦСК МО і «Динамо». За порадою Бєскова обрав динамівський колектив. У першості Радянського Союзу дебютував 16 червня 1959 року: у середині другого тайму замінив півзахисника Олександра Соколова. Гра з «Локомотивом» завершилася перемогою з рахунком 7:1 (дублі оформили Ігор Численко, Генріх Федосов і Юрій Кузнецов). Перший гол у вищій лізі забив через два місяці — 22 серпня, у ворота команди «Крила Рад» з Куйбишева. Всього у першому сезоні виходив на поле у п'яти матчах.
Протягом наступних шести років був повноцінним гравцем основного складу, двічі ставав переможцем чемпіонату СРСР. 28 червня 1964 року зіграв у Варшаві за олімпійську збірну. Вирішальна гра за путівку на Олімпіаду завершилася поразкою від команди Німецької Демократичної Республіки (1:4, гол престижу на рахунку киянина Віктора Серебряникова).
Ситуація у клубі змінилася в 1966 році, на той час Фадєєв навчався на останньому курсі інститута ім. Плеханова. У попередні роки керівництво «Динамо» не відпускало його на переддипломну практику і він двічі брав академічну відпустку. Того року Фадєєв віддав перевагу навчанню і пропустив передсезонні збори. У стартових іграх він грав у складі, але після травневої поразки від київського «Динамо» старший тренер В'ячеслав Соловйов звинуватив Фадєєва і Володимира Глотова у створенні негативної атмосфери в колективі. Обоє гравців залишили команду. Півтора року захищав кольори українського клубу «Шахтар» (Донецьк). Всього у вищій лізі провів 177 матчів (19 голів). У наступні чотири роки грав за «Політвідділ» (Ташкентська область, Узбецька РСР), «Динамо» (Махачкала, Дагестанська АРСР) і «Динамо» (Целіноград, Казахська РСР).
Після завершення футбольної кар'єри працював інженером в конструкторському бюро «Автоматика». Під час перебудови був метрдотелем у ресторані. Потім, до виходу на пенсію — заступником гендиректора «Кворума» — дочірньої компанії «Лукойла».

## Досягнення
- Чемпіон СРСР (2): 1959, 1963
- Срібний призер (1): 1962
- Бронзовий призер (1): 1960

- № 3 у списку 33 кращих футболістів СРСР (1): 1963